# Saison 5 de The Middle
Chronologie
Saison 4 Saison 6
Cet article présente la liste des épisodes de la cinquième saison de la série télévisée américaine The Middle.

## Généralités
- En France, elle est diffusée du 7 mars 2015 [1] au 11 avril 2015 sur Comédie+ et entre le 12 décembre 2015[2] et le 20 février 2016 sur NRJ 12[3].

Au Canada en octobre 2013, cette saison est diffusée les vendredis à 21 h sur Citytv, priorisant un simultané de la série Revolution. En janvier et février, la série est diffusée les jeudis à 22 h 30 durant la pause hivernale de Scandal. Elle est retirée de l'horaire, puis reprend le 24 avril 2014 à l'épisode 14.

## Distribution

### Acteurs principaux
- Patricia Heaton (VF : Véronique Augereau) : Frances "Frankie" Heck, la mère de la famille
- Neil Flynn (VF : Patrick Béthune) : Mike Heck, le mari de Frankie, et donc le père de la famille.
- Charlie McDermott (VF : Olivier Martret) : Axl Heck, le fils rebelle de la famille
- Eden Sher (VF : Olivia Luccioni) : Sue Heck, la fille étrange de la famille
- Atticus Shaffer (VF : Tom Trouffier) : Brick Heck, le plus jeune fils

### Acteurs récurrents
- Jack McBrayer (VF : Hervé Rey) : Dr. Ted Goodwin
- Galadriel Stineman (VF : Maïa Michaud) : Cassidy Finch
- Beau Wirick (VF : Nicolas Koretzky) : Sean Donahue
- John Gammon (VF : Stanislas Forlani) : Darrin
- Brock Ciarlelli (VF : Adrien Jolivet) : Brad
- Jen Ray (VF : Anne Mathot) : Nancy Donahue
- Alphonso McAuley (VF : Gauthier Battoue) : Hutch
- Brian Doyle-Murray (VF : Vincent Grass) : Don Ehlert
- Blaine Saunders (VF : Leslie Lipkins): Carly
- Julie Brown (VF : Régine Teyssot) : Paula Norwood, voisine des Heck
- Jimmy Bellinger (VF : Maxime Baudouin) : Edwin
- Christian Castellanos (VF : Ysa Ferrer) : Angel
- Brooke Dillman (en) (VF : Brigitte Virtudes) : Coach Tink Babbitt

### Acteurs invités
- Rachel Dratch : Principal Barker
- Dave Foley (VF : Philippe Siboulet) : Dr. Fulton
- Keegan-Michael Key : Reverend Deveaux
- Casey Wilson : Reverend Tammy
- Nicole Sullivan : Vicki
- Matt Braunger : Dale
- Brooke Shields (VF : Déborah Perret) : Rita Glossner
- Chris Kattan (VF : Mark Lesser) : Bob
- Norm McDonald (VF : Philippe Peythieu) : Rusty
- Mindy Cohn : Kimberly

## Épisodes

### Épisode 1:Premier jour de fac
- États-Unis : 25 septembre 2013 sur ABC[5]
- Canada : 27 septembre 2013 sur Citytv
- France : 7 mars 2015 sur Comédie+[1]

- États-Unis : 8,94 millions de téléspectateurs[6] (première diffusion)

### Épisode 2:Il y a du changement dans l'air
- États-Unis : 2 octobre 2013 sur ABC
- Canada : 4 octobre 2013 sur Citytv
- France : 7 mars 2015 sur Comédie+

- États-Unis : 8,03 millions de téléspectateurs[7] (première diffusion)

### Épisode 3:La Patate
- États-Unis : 9 octobre 2013 sur ABC
- Canada : 11 octobre 2013 sur Citytv
- France : 7 mars 2015 sur Comédie+

- États-Unis : 8,25 millions de téléspectateurs[8] (première diffusion)

### Épisode 4:Le Centenaire
- États-Unis : 23 octobre 2013 sur ABC
- Canada : 25 octobre 2013 sur Citytv
- France : 7 mars 2015 sur Comédie+

- États-Unis : 8,31 millions de téléspectateurs[9] (première diffusion)

### Épisode 5:Le Fantôme
- États-Unis : 30 octobre 2013 sur ABC
- Canada : 1er novembre 2013 sur Citytv
- France : 14 mars 2015 sur Comédie+

- États-Unis : 8,03 millions de téléspectateurs[10] (première diffusion)

### Épisode 6:Le Saut
- États-Unis : 13 novembre 2013 sur ABC
- Canada : 9 janvier 2014 sur Citytv
- France : 14 mars 2015 sur Comédie+

- États-Unis : 8,93 millions de téléspectateurs[11] (première diffusion)

### Épisode 7:Thanksgiving V
- États-Unis : 20 novembre 2013 sur ABC
- Canada : 27 novembre 2013 sur Citytv
- France : 14 mars 2015 sur Comédie+

- États-Unis : 8,53 millions de téléspectateurs[12] (première diffusion)

### Épisode 8:Le Baiser
- États-Unis /  Canada : 4 décembre 2013 sur ABC / Citytv
- France : 14 mars 2015 sur Comédie+

- États-Unis : 7,41 millions de téléspectateurs[13] (première diffusion)

### Épisode 9:Le Sapin de Noël
- États-Unis /  Canada : 11 décembre 2013 sur ABC / Citytv
- France : 21 mars 2015 sur Comédie+

- États-Unis : 8,08 millions de téléspectateurs[14] (première diffusion)

### Épisode 10:Nuits blanches à Orson
- États-Unis : 8 janvier 2014 sur ABC[15]
- Canada : 9 janvier 2014 sur Citytv
- France : 21 mars 2015 sur Comédie+

- États-Unis : 8,82 millions de téléspectateurs[16] (première diffusion)

### Épisode 11:La Guerre des Heck
- États-Unis : 15 janvier 2014 sur ABC
- Canada : 16 janvier 2014 sur Citytv
- France : 21 mars 2015 sur Comédie+

- États-Unis : 7,51 millions de téléspectateurs[17] (première diffusion)

### Épisode 12:Covoiturage
- États-Unis : 22 janvier 2014 sur ABC
- Canada : 23 janvier 2014 sur Citytv
- France : 21 mars 2015 sur Comédie+

- États-Unis : 8,04 millions de téléspectateurs[18] (première diffusion)

### Épisode 13:Buffet à volonté
- États-Unis : 5 février 2014 sur ABC
- Canada : 6 février 2014 sur Citytv
- France : 28 mars 2015 sur Comédie+

- États-Unis : 8,56 millions de téléspectateurs[19] (première diffusion)

### Épisode 14:La Récompense
- États-Unis : 26 février 2014 sur ABC
- Canada : 24 avril 2014 sur Citytv
- France : 28 mars 2015 sur Comédie+

- États-Unis : 6,98 millions de téléspectateurs[20] (première diffusion)

### Épisode 15:Vacances de printemps
- États-Unis : 5 mars 2014 sur ABC
- Canada : 1er mai 2014 sur Citytv
- France : 28 mars 2015 sur Comédie+

- États-Unis : 7,32 millions de téléspectateurs[21] (première diffusion)

### Épisode 16:Lune orageuse
- États-Unis : 12 mars 2014 sur ABC
- Canada : 8 mai 2014 sur Citytv
- France : 28 mars 2015 sur Comédie+

- États-Unis : 7,48 millions de téléspectateurs[22] (première diffusion)

### Épisode 17:La Balade
- États-Unis : 26 mars 2014 sur ABC
- Canada : 15 mai 2014 sur Citytv
- France : 4 avril 2015 sur Comédie+

- États-Unis : 7,28 millions de téléspectateurs[23] (première diffusion)

### Épisode 18:La Mauvaise Odeur
- États-Unis : 2 avril 2014 sur ABC
- Canada : 22 mai 2014 sur Citytv
- France : 4 avril 2015 sur Comédie+

- États-Unis : 7,20 millions de téléspectateurs[24] (première diffusion)

### Épisode 19:Les Carillons à vent
- États-Unis : 23 avril 2014 sur ABC
- Canada : 28 mai 2014 sur Citytv[25]
- France : 4 avril 2015 sur Comédie+

- États-Unis : 7,19 millions de téléspectateurs[26] (première diffusion)

### Épisode 20:L'Optimiste
- États-Unis : 30 avril 2014 sur ABC
- Canada : 28 mai 2014 sur Citytv[25]
- France : 4 avril 2015 sur Comédie+

- États-Unis : 7,39 millions de téléspectateurs[27] (première diffusion)

### Épisode 21:Heures de bureau
- États-Unis : 7 mai 2014 sur ABC
- Canada : non-diffusé sur Citytv
- France : 11 avril 2015 sur Comédie+

- États-Unis : 6,65 millions de téléspectateurs[28] (première diffusion)

### Épisode 22:Mains sur la voiture
- États-Unis : 14 mai 2014 sur ABC
- Canada : non-diffusé sur Citytv
- France : 11 avril 2015 sur Comédie+

- États-Unis : 7,14 millions de téléspectateurs[29] (première diffusion)

### Épisode 23:Orlando
- États-Unis : 21 mai 2014 sur ABC[30]
- France : 11 avril 2015 sur Comédie+
- Canada : non-diffusé sur Citytv

- États-Unis : 7,85 millions de téléspectateurs[31] (première diffusion)

### Épisode 24:Le Monde Merveilleux des Heck
- États-Unis : 21 mai 2014 sur ABC[30]
- France : 11 avril 2015 sur Comédie+
- Canada : non-diffusé sur Citytv

- États-Unis : 7,85 millions de téléspectateurs[31] (première diffusion)